# Ященко Юрій Петрович
Юрій Петрович Ященко (19 березня 1953, Макіївка — 3 вересня 2019) — український політичний діяч, доктор економічних наук. Академік Академії гірничих наук України. Міністр вугільної промисловості України (2010).

## Біографія

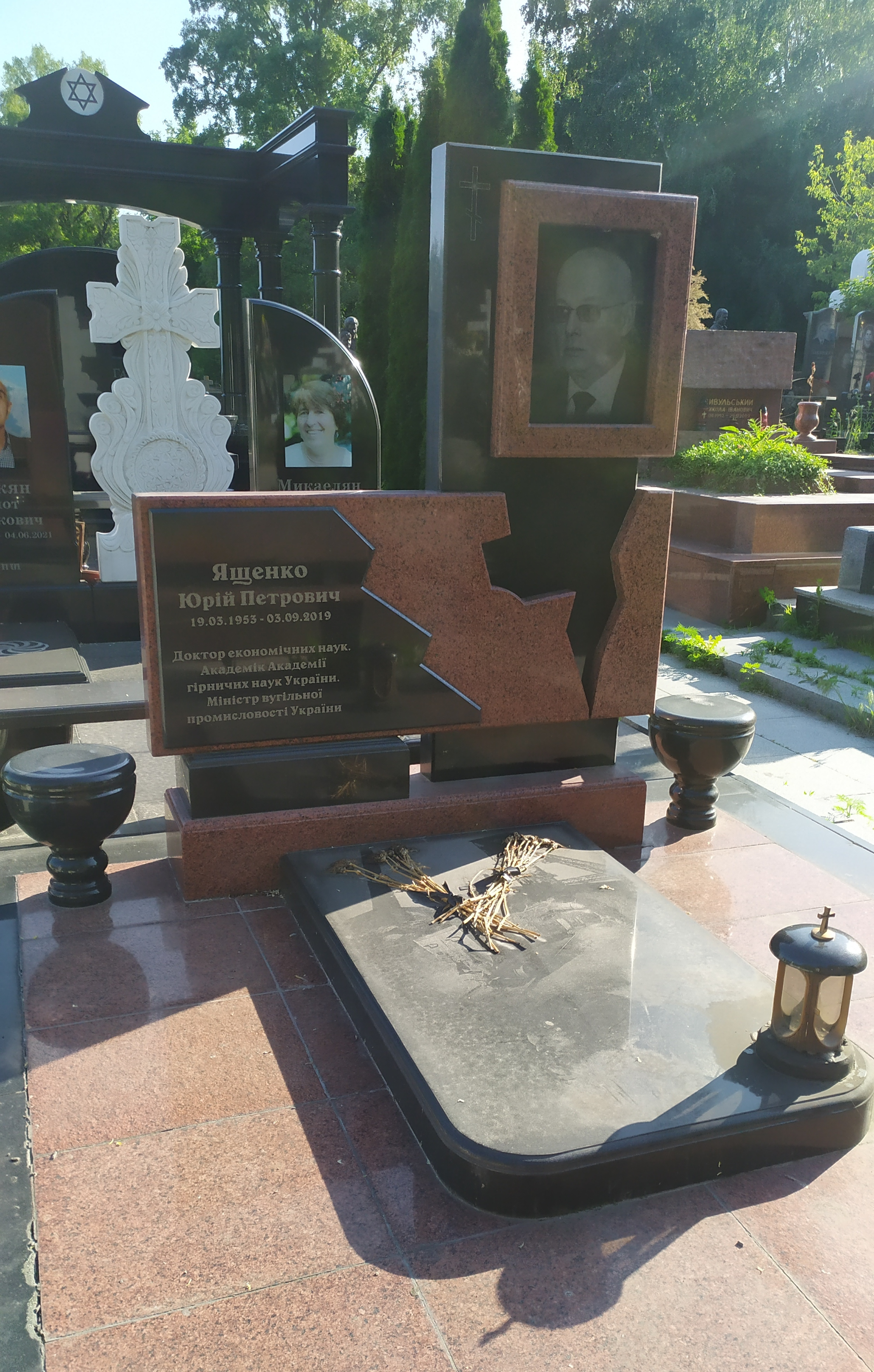
Могила Юрія Ященка, Байкове кладовище

Народився 19 березня 1953 року в м. Макіївка Донецької області.
Після закінчення середньої школи у 1970 р. та Донецького політехнічного інституту у 1975 р. працював у вугільній промисловості на посадах гірничого майстра, помічника начальника дільниці на шахтах м. Макіївки та науковим співробітником Донецького науково-дослідного вугільного інституту.
У 1981—1982 рр. працював у районному та обласному апаратах Компартії СРСР на посадах завідувача промислово-транспортного відділу та інструктора відділу вугільної промисловості.
Після закінчення аспірантури Академії суспільних наук при ЦК КПРС та захисту дисертації кандидата економічних наук, працював до 1991 р. завідувачем відділу Донецького обкому Компартії СРСР. Потому, до 1994 р. працював начальником комерційного відділу, керівником ТОВ «Холдинг-Лада», а з вересня 1994 р. — в Донецькій облдержадміністрації на керівних посадах, у тому числі начальником головного управління вугільної промисловості і енергетики та головного управління економіки.
У червні 1999 р. був призначений заступником Міністра вугільної промисловості України.
Протягом 2000 — 2005 рр. працював на керівних посадах в Міністерстві палива та енергетики України: начальником департаменту економічного і фінансового регулювання ПЕК, першим заступником Державного секретаря, Державним секретарем з питань вугільної промисловості, першим заступником Міністра.
У липні — грудні 2001 р. обіймав посаду завідувача відділу прикладних проблем Інституту економіки промисловості НАН України.
Червень 2005 — червень 2006 рр. — директор ДП «Державний науково-дослідний і проектно-конструкторський інститут інноваційних технологій в енергетиці і енергозбереженні».
У 2006 р. — перший заступник Голови Національного агентства України з питань забезпечення ефективного використання енергетичних ресурсів; перший заступник Голови — начальник держінспекції з енергозбереження — Головний державний інспектор з енергозбереження Національного агентства України з питань забезпечення ефективного використання енергетичних ресурсів.
З листопада 2006 р. по травень 2007 р. — генеральний директор ДП «Вугілля України».
23 травня 2007 року — заступник Міністра вугільної промисловості України.
З липня по грудень — перший заступник Міністра.
З грудня 2007 року по травень 2009 — заступник Міністра вуглепрому України.
З вересня 2009 р. по березень 2010 р. — перший заступник Голови Національного агентства України з питань забезпечення ефективного використання енергетичних ресурсів.
Постановою Верховної Ради України від 11 березня 2010 року № 1968-VI призначено Міністром вугільної промисловості України.
9 грудня 2010 року у зв'язку з оптимізацією системи центральних органів виконавчої влади України Президентом України В. Ф. Януковичем звільнений з посади Міністра вугільної промисловості України.
З 2011 по 2015 роки — генеральний директор науково-технічного центру «Вуглеінновація».
Доктор економічних наук. Академік Академії гірничих наук України.
Помер 3 вересня 2019 року. Похований на Байковому кладовищі (ділянка № 33).

## Нагороди
Нагороджений галузевими відзнаками — «Шахтарська слава» 3-х ступенів, «Шахтарська доблесть» III ступеня та відзнакою Держгірпромнагляду «За доблесну службу», «Відмінник енергетики України», «Почесний працівник атомної енергетики».